# Passiflora longipes
Passiflora longipes är en passionsblomsväxtart som beskrevs av Adrien Henri Laurent de Jussieu. Passiflora longipes ingår i släktet passionsblommor, och familjen passionsblomsväxter. Utöver nominatformen finns också underarten P. l. oxyphylla.